# Sii Polska
Sii sp. z o.o. – polskie przedsiębiorstwo świadczące usługi doradztwa technologicznego, transformacji cyfrowej oraz inżynieryjne i biznesowe.

## Działalność
Sii została utworzona 17 stycznia 2006 w Warszawie. Założycielem i prezesem Sii Polska jest Grégoire Nitot. W 2024 roku liczba zatrudnianych specjalistów wynosiła 7300 osób.
Firma świadczy usługi dla ponad 200 firm z Polski i z zagranicy, m.in.: Puma, Thyssenkrupp, Worldline, IBM, Motorola, mBank, Santander, Qiagen, Reckitt, Knauf, Ministerstwo Sprawiedliwości, Leica. Spółka dostarcza rozwiązania technologiczne dla partnerów biznesowych z różnych sektorów, takich jak: bankowość i usługi finansowe, hi-tech, energetyka, motoryzacja, sprzedaż detaliczna, telekomunikacja, media, usługi profesjonalne, transport i logistyka oraz dla sektora publicznego.
Firma była nagradzana między innymi 1. miejscem w rankingu Great Place to Work 2025, Diamentami miesięcznika Forbes, Gazelami Biznesu i Orłami dziennika Rzeczpospolita oraz znalazła się na liście Top 200 magazynu Computerworld oraz Book of Lists.

### Partnerstwa
Sii jest partnerem technologicznym firm: Microsoft, Google, SAP, Atlassian, Adobe, Tricentis, Salesforce, ServiceNow i SAFe.

## Historia
- 2006
  - Powstanie spółki[6]
  - Otwarcie pierwszego oddziału w Warszawie
- 2008
  - Otwarcie drugiego oddziału w Gdańsku[7]
- 2009
  - Otwarcie trzeciego oddziału we Wrocławiu[8]
  - Wzrost zatrudnienia w Sii Polska do 200 osób
- 2010
  - Otwarcie czwartego oddziału w Poznaniu[9]
- 2011
  - Otwarcie piątego oddziału w Krakowie
  - Wzrost liczby zatrudnionych osób do 700 pracowników
- 2012
  - Sii Polska wygrywa drugi projekt unijny „Rozwój centrum IT szansą na wzrost potencjału świadczenia usług informatycznych” oraz zostaje zwycięzcą Badania audIT „Najlepsze Miejsce Pracy IT w Polsce 2012”
  - Otwarcie szóstego oddziału w Łodzi
- 2013
  - Otwarcie siódmego oddziału w Lublinie[10]
- 2014
  - Otwarcie ósmego oddziału w Katowicach[11]
  - Sii Polska po raz pierwszy zorganizowała technologiczną konferencję poświęconą .NET – GET.NET[12].
- 2015
  - Powołanie do życia oddziału w Łodzi[13]
  - Wdrożenie autorskiego intranetu Sii opartego na technologii Sharepoint, nazwanego SiiPortal
  - Firma po raz pierwszy została laureatem w konkursie „Great Place to Work Polska”[14]
- 2016
  - Wzrost zatrudnienia w Sii Polska do 2700 pracowników
  - Firma po raz drugi zostaje laureatem w konkursie „Great Place to Work Polska”
  - Wyodrębnienie się Centrów Kompetencyjnych w strukturze Sii[15]
- 2017
  - Wzrost zatrudnienia do 3300 pracowników
  - Firma po raz trzeci została laureatem w konkursie „Great Place to Work Polska” – Pomyślne przejście międzynarodowej certyfikacji bezpieczeństwa Common Criteria (na poziome EAL 6+)[16]
  - Wygenerowanie przychodu brutto na poziomie 512 mln zł z zyskiem netto w wysokości 50 mln zł
- 2018
  - Otwarcie biur Sii w Rzeszowie, Częstochowie, Pile i Bydgoszczy[17]
  - Wdrożenie ISO 27001
  - Wzrost zatrudnienia do 3800 pracowników
  - Firma po raz czwarty została laureatem w konkursie „Great Place to Work Polska” i po raz pierwszy „Great Place to Work Europe”
- 2019
  - Wzrost zatrudnienia do 4000 pracowników[18]
  - Otwarcie spółki zależnej Sii Szwecja[19]
  - Firma po raz piąty została laureatem w konkursie „Great Place to Work Polska” i po raz drugi „Great Place to Work Europe”[20]
  - Wygenerowanie przychodu brutto na poziomie 677 mln zł z zyskiem netto w wysokości 71 mln zł[20]
  - Otwarcie biur Sii w Gliwicach i Białymstoku[21]
- 2020
  - Wzrost zatrudnienia do 4500 pracowników
  - Firma po raz szósty została laureatem w konkursie „Great Place to Work Polska”
- 2021
  - Firma zatrudnia 5000 specjalistów
- 2022
  - Otwarcie spółki zależnej Sii Ukraina
  - Firma wygrywa nagrodę Employer Branding Excellence Awards 2022 za kampanię Unstoppable
  - Otwarcie biura Sii w Szczecinie[22]
  - Uruchomienie aplikacji MySii, dostępnej dla pracowników i kandydatów
- 2023
  - Sii zostaje pierwszym polskim partnerem Microsoft Cloud, otrzymując tytuł Partner of the Year 2023: Competency Star[23]
  - Otwarcie biura w Toruniu[24]
- 2024
  - Otwarcie oddziału w Indiach, Pune[25]
  - Wygrana tytułu Great Place to Work po raz 10. z rzędu[26]
  - Firma kończy rok z zatrudnieniem na poziomie 7300 osób[27]
- 2025
  - Zajęcie 1. miejsca w badaniu Great Place to Work[28]